# European Australian Movement
El European Australian Movement (EAM, «Movimiento Europeo Australiano») es una organización política neonazi australiana. El grupo es conocido por sus polémicas acciones públicas. El EAM fue fundado por Thomas Sewell, neonazi australiano y líder de otro grupo, la National Socialist Network (NSN), vinculado al EAM.
El EAM ha afirmado estar creando una red de «australianos blancos en cada ciudad, suburbio y pueblo, que se oponen a la sustitución y destrucción sistemática de los australianos blancos». El EAM se promociona activamente como un club de salud para hombres y se les ha visto boxeando, levantando pesas y haciendo ejercicio en público.

## Actividades
En mayo de 2021, Thomas Sewell y un grupo de entre 10 y 15 hombres enmascarados, miembros del EAM y el NSN, atacaron a excursionistas en la Cordillera de la Catedral de Victoria. El 14 de mayo de 2021, Sewell fue acusado tras un allanamiento de la policía antiterrorista en una vivienda de Rowville, un suburbio de Melbourne. Sewell fue acusado de «robo a mano armada, robo, hurto, daños criminales, reyerta con el rostro cubierto, reyerta, agresión con arma, desorden violento, agresión consuetudinaria y comisión de un delito grave mientras se encontraba en libertad bajo fianza». El 1 de agosto de 2023, Sewell se declaró culpable de un cargo de desorden violento.
En mayo de 2022, la Policía de Australia Meridional reconoció que estaba investigando al EAM. El comunicado policial se produjo después de que miembros del EAM distribuyeran cartas en Adelaida que incluían la frase «sangre y honor», un lema proveniente del régimen nazi. La policía declaró que, si bien «las personas tienen derecho a tener creencias diferentes en un país democrático» les preocupaba que grupos «incitaran a la violencia».
En marzo de 2024, miembros del EAM distribuyeron cartas en Wagga Wagga, una ciudad regional de Nueva Gales del Sur. Las cartas afirmaban que quienes se unieron al EAM luchaban contra la «reemplazo y destrucción sistemática de los australianos blancos». Tras ser contactados por sus electores, los políticos Michael McCormack y Joe McGirr expresaron su indignación, y McGirr remitió el asunto a la policía. McGirr declaró que «las imágenes de la carta recuerdan a símbolos nazis, cuyo uso constituye un delito penal castigado con hasta 12 meses de cárcel y/o una multa de 11 000 dólares australianos».

## Puntos de vista
El Movimiento Europeo Australiano tiene como objetivo declarado construir una comunidad australiana blanca, física y politizada, que busque preservar una Australia blanca. Creen que Australia debería seguir siendo un país habitado por australianos blancos de ascendencia europea y han planeado comprar propiedades para establecer comunidades de australianos blancos.